# ساتوشي سيدا
ساتوشي سيدا (باليابانية: 斎田悟司) مواليد 26 مارس 1972، هو لاعب ياباني في رياضة تنس الكراسي المتحركة. حقق الميدالية الذهبية في الألعاب البارالمبية الصيفية في سنة 2004. كما حقق الفضية في دورة الألعاب البارالمبية الصيفية 2008.

## الميداليات
| الميدالية | المسابقة                              |
| --------- | ------------------------------------- |
| ذهبية     | ألعاب بارالمبية صيفية 2004            |
| برونزية   | دورة الألعاب البارالمبية الصيفية 2008 |

## روابط خارجية
- ساتوشي سيدا على موقع الاتحاد الدولي لكرة المضرب (الإنجليزية)
- ساتوشي سيدا على موقع Paralympic.org (الإنجليزية)